# Chiesa dell'Immacolata (Padova)
La chiesa della Madonna Immacolata, conosciuta anche come chiesa di Santa Maria Iconia, è un edificio religioso che si erge in borgo Portello, ora via Belzoni, a Padova. L'attuale costruzione sorse negli anni cinquanta dell'Ottocento su una precedente medievale, dedicata a Santa Maria Iconia che fu prima dei Cavalieri Templari, poi commenda dei Cavalieri di Malta che la ressero, con San Giovanni Battista delle Navi, sino alle soppressioni ecclesiastiche napoleoniche. Al suo interno si conserva il corpo del beato Antonio Manzoni detto "il Pellegrino".

## Storia

### La chiesa a commenda
La chiesa di Santa Maria Iconia nacque come luogo di culto di una importante precettoria templare che accoglieva i crociati in viaggio, diretti a Venezia e quindi verso la Terra santa. Il primo documento a citarla è datato 1165, mentre il 25 settembre 1174 Gerardino donava alla chiesa 100 soldi, mentre il visdomino Ottaviano il 29 settembre 1182 concedeva a "Santa Maria del Tempio" due mansi. Importante fu l'indulgenza speciale che concesse Nicolò IV il 28 luglio 1290 a quanti avessero visitato il luogo di culto nelle festività mariane e nei conseguenti otto dì. L'ultimo precettore fu fra' Francesco da Piacenza poi, a seguito della soppressione dell'ordine Templare, divenne parrocchiale per un breve periodo sino al 1312 quando divenne, conservando la cura d'anime, commenda dei Cavalieri di Malta che la ressero al 1807, quando fu acquistata da un certo Luigi Gaudio che la convertì ad altri usi. Venne demolita entro il 1834.
La chiesa, di modeste dimensioni (metri 16,80 per 9,5) aveva l'abside rivolta verso levante, era praticamente parallela alla vicina strada. Sino alla demolizione conservava ancora aspetto pressoché medievale, senza contare di alcuni interventi che l'alterarono nel 1683. Molto simile alla chiesa di Sant'Agnese, aveva facciata dotata di protiro e forata da un oculo. La fiancata era aperta da piccole finestre alla palladiana e da un portale. Sopra, verso l'abside si ergeva un piccolo campanile romanico. L'interno era dotato di tre altari: sul maggiore vi era l'Assunta con gli Apostoli di Palma il Giovane, su quello di destra Battesimo di Cristo di Paolo Caliari (già a San Giovanni alle Navi) e su quello di sinistra Deposizione di Pietro Damini.
La particolare titolazione alla Vergine "Iconia" pare derivare da una deformazione popolare di "cuneus" ovvero appezzamento stretto da due fiumi.

### La chiesa parrocchiale
L'attuale chiesa fu principiata nel 1854 per volere di don Antonio Troilo su progetto in tardo stile neoclassico dell'architetto Tosini. Si intendeva erigere una nuova sede parrocchiale a sostituzione della chiesa di Ognissanti (che ebbe il titolo di parrocchiale a seguito delle legislazioni napoleoniche) per agevolare quei fedeli che già negli anni '30 dell'Ottocento lamentavano dell'eccessivo decentramento della chiesa di Ognissanti. Si occupò in parte lo spazio della vecchia chiesa di Santa Maria Iconia, a cui i portellati erano molto legati, dando così un senso di continuità alla nuova costruzione che fu inaugurata il 28 novembre 1864. Prima fu titolata ad Ognissanti, ma poi assunse il nome di Immacolata. Nella chiesa confluirono gli arredi e suppellettili delle chiese di Ognissanti e della Beata Elena, tra cui i corpi del Beato Ongarello e del beato Antonio Manzoni detto "il Pellegrino" questo proveniente dalla omonima chiesa di borgo Molino.
Oggi la parrocchiale appartenente al vicariato della Cattedrale. È assoggetta alla parrocchia la chiesa della Beata Elena con i titolo di oratorio e la cappella dell'istituto del Sacro Cuore.

## Descrizione

### Esterno
La chiesa ha la facciata rivolta verso meridione, perpendicolare rispetto alla via. L'imponente costruzione, assai sviluppata in altezza, è stata eretta con particolare opus che alterna l'uso di pietra e cotto. La facciata intonacata è caratterizzata da due coppie di semicolonne di ordine ionico, che reggono un attico decorato da altorilievi raffiguranti vasi sacri, insegne vescovili e papali. Vi si inserisce un'arcata su cui sotto si apre il grande portale e sopra, l'iscrizione che ricorda la titolazione della chiesa.

### Interno
Il severo interno è arricchito da altari e opere provenienti da altre chiese, scomparse e no: oltre all'antica statua quattrocentesca della Madonna dei Barcaroli, due tele di Francesco Maffei (San Giovanni in Patmos e Crocifissione già ad Ognissanti), un'Assunta di Sante Peranda, pala con Madonna con i Santi Mauro e Agnese di Bonifacio de' Pitati, una serie di tele di Gaspare Diziani (Giobbe schernito dalla moglie, Uccisione di Agar, Cacciata di Eliodoro, Miracolo di Gedeone, La veste di San Giuseppe mostrata a Giacobbe, Agar e Samuele).

### Organo a canne
Sopra la grande cantoria, all'interno di una cassa lignea in stile classico, si trova l'organo meccanico opera di Angelo Agostini, databile agli anni intorno al 1865. La facciata è caratterizzata da 27 canne disposte a cuspide centrale con ali laterali, tutte appartenenti al principale 8'. La consolle a finestra è composta da un manuale di 58 tasti in osso ed ebano e da una pedaliera piatta di 24 tasti. Azionamento ad elettroventilatore.